# Hemiphlebia
Hemiphlebia is een geslacht van libellen (Odonata) uit de familie van de Hemiphlebiidae.

## Soorten
Hemiphlebia omvat 1 soort:
- Hemiphlebia mirabilis Selys, 1868